# Deutscher Landwirtschaftsverlag Berlin

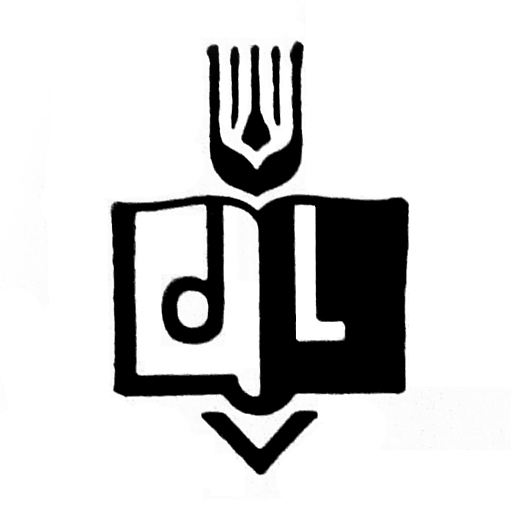
Signum des VEB Deutscher Landwirtschaftsverlag: Buch, Ähre samt Kürzel DLV.

Der VEB Deutscher Landwirtschaftsverlag (DLV) mit Sitz in Berlin ging am 1. Januar 1960 aus dem Deutschen Bauernverlag hervor. Er entwickelte sich rasch zum größten Agrarverlag der DDR.
Der Verlag konzentrierte sich auf Bücher und Zeitschriften zu den Themen Landwirtschaft, Forstwirtschaft, Gartenbau und Fischereiwesen sowie Agrarpolitik, Bodenkunde und Kleintierzucht. Er veröffentlichte  Lehrbücher für die Berufs-, Fach- und Hochschulausbildung und verlegte die Fachpublikationen der Akademie der Landwirtschaftswissenschaften. Daneben erschienen auch populäre Reihen wie die Taschenbuchserie Bücher für den Gartenfreund.
Im September 1990 wurde der Verlag unter Aufsicht der Treuhandanstalt in eine GmbH umgewandelt. Der Personalbestand wurde auf ein Drittel reduziert und der Firmensitz von der Reinhardtstraße in Berlin-Mitte nach Berlin-Pankow verlegt. Das Verlagsprogramm wurde auf rund 30 Titel zu Pflanzen, Tieren, Umweltschutz und Jagd gestutzt; die vielgelesene Zeitschrift Unsere Jagd erwarb der Bayerische Landwirtschaftsverlag BLV.
1992 ging der DLV in den Besitz der Passauer Neuen Presse über, 1995 erfolgte der Weiterverkauf an den Bayerischen Landwirtschaftsverlag. Dieser fusionierte 2001 mit dem Landbuch-Verlag Hannover zum Deutschen Landwirtschaftsverlag (dlv). 